# Kandahari Begum
Ella fue una princesa Safavida, hija primogénita del Sultán Muzaffar Husain Mirza Safawi, descendiente de Sha Ismail I, fundador de la dinastía safávida.

## Juventud
Su padre tuvo problemas con las autoridades de la dinastía safávida y, bajo la amenaza de Uzbekistán para asediar Kandahar, se vio obligado a capitular y rendirse ante los mogoles. De esta forma, Kandahari Begum tuvo que abandonar su tierra natal para viajar, junto con su padre, a la India. Su padre recibió, del emperador Akbar, el título de "Farzand" (hijo) y recibió la ciudad de Shambal como propiedad, "que vale más que todo Kandahar".
Su padre intercambió el señorío de Kandahar por un alto cargo en la corte del Imperio Mogol y  un espléndido sueldo al servicio del emperador Akbar. El entonces emperador, aprovechó este oportunidad para ennoblecer su sangre por medio de una alianza con la dinastía safávida, aunque fuera a través de una rama menor de la familia real Persa.

## Matrimonio
Sería una locura realizar una declaración de hostilidades abierta entre Agra e Isfahán y, esto, probablemente incitaría al Shah Abbas a levantarse en armas, acompañado de sus aliados chiitas de los reinos de Deccan. Entonces, se ignoraron las intenciones de Persia sobre Kandahar y las relaciones se suavizaron. Se llegó a la conclusión de que un matrimonio político solucionaría el problema. La decisión de esta alianza puramente estratégica llegó al conocimiento del joven Sha Jahan, quien se había negado a la consumación de un largo compromiso con la princesa Arjumand Banu Begum.
El 9 de octubre de 1610, Kandahari Begum se casó con Shah Jahan en Agra.El biógrafo oficial de Shah Jahan, Muhammad Amin Qazvini, fue muy elocuente en la descripción de su matrimonio. De hecho, las felicitaciones efusivas estaban a la orden del día y su relato delirante no dejó nada sin explorar.La celebración tuvo lugar en una mansión bellamente decorada que, tradicionalmente, estaba destinada a la madre viuda del emperador gobernante y que estaba ubicada dentro de los muros de la fortaleza de Agra.
El 21 de agosto de 1611, Kandahari tuvo una hija nacida en el seno del harén imperial, la princesa Purnuhar Banu Begum. La niña fue confiada al cuidado de una institutriz conocida como Akbaradi Mahal, esposa o hermana de uno de los amigos más íntimos del emperador Shah Jahan. Esta institutriz fue una mujer que, gracias a su posición como nodriza de la familia imperial, obtuvo riquezas y un gran estatus dentro de la casa real.

## Sepultura
Ella se encuentra enterrada en Agra, en el centro del jardín fundado por ella, llamado Kandahari Bagh. La emperatriz también había encargado la construcción de una mezquita de tres arcos, situada en la parte occidental de Kandahari Bagh, en Agra. La edificación erigida sobre su tumba fue parcialmente destruida durante el período de anarquía que siguió a la muerte de su hijastro, Aurangzeb. De su tumba solo se puede ver la parte del edificio que no fue destruida, compuesta por una puerta, una pared y un par de cúpulas. La Compañía Británica de las Indias Orientales vendió la tumba al Rajá de Bharatpur, quien construyó algunos edificios sobre esta. El complejo funerario se convirtió en propiedad de los gobernantes de Bharatpur en algún momento de la época colonial, y se construyó una mansión sobre la tumba central. Desde entonces, su sepultura fue más conocida como la "Casa de Bharatpur" y solo han sobrevivido una puerta y unas cúpulas en un rincón del jardín original.

## En la cultura popular.
- Emperatriz Kandahari es un personaje de la novela Problema en el Taj, escrita por Sonja Chandrachud.[5]
- Kandahari Es un personaje de la película Taj Mahal: Una Historia de Amor Eterna. El personaje es interpretado por Negar Khan.
- Kandahari es un personaje principal en la película Taj, dirigida por Ben Kinglsey. El personaje es interpretado por Daniela Lavender.